# 15 Draconis
15 Draconis, som är stjärnans Flamsteed-beteckning, är en ensam stjärna i den mellersta delen av stjärnbilden Draken. Den har en skenbar magnitud på ca 4,94 och är svagt synlig för blotta ögat där ljusföroreningar ej förekommer. Baserat på parallaxmätning inom Hipparcosuppdraget på ca 7,2 mas, beräknas den befinna sig på ett avstånd på ca 452 ljusår (ca 139 parsek) från solen. Den rör sig närmare solen med en heliocentrisk radialhastighet på ca 7 km/s.

## Egenskaper
15 Draconis är en vit till blå jättestjärna av spektralklass A0 III. Den har en radie som är ca 3,3 gånger större än solens och utsänder ca 286 gånger mera energi än solen från dess fotosfär vid en effektiv temperatur på ca 10 000 K.